# Mustanen
Mustanen är en sjö i kommunen Perho i landskapet Mellersta Österbotten i Finland. Arean är 45 hektar och strandlinjen är 3,24 kilometer lång. Sjön  ingår i Kronoby å huvudavrinningsområde.   Den ligger omkring 92 kilometer sydöst om Karleby och omkring 340 kilometer norr om Helsingfors. 